# Borrowed Time
"Borrowed Time" är en låt från 1984 skriven och framförd av John Lennon från hans och Yoko Onos album Milk and Honey. Låten skrevs 1980 under Lennons seglarsemester i Bermuda.